# ERMES
ERMES (European Radio Messaging System ou Enhanced Radio Messaging System) était un système européen de Radiomessagerie.

## Spécification technique
En 1990, l'European Telecommunications Standards Institute a élaboré la norme européenne de télécommunications ETS 300 133 pour ERMES dans le but d'utiliser la bande de fréquences 169.4125-169.8125 MHz.

### Paramètres de Transmission
- ERMES transmet les données à 6 250 bits/s.
- ERMES utilise la modulation par déplacement de Fréquence (4-FSK)[3].

### Paramètres de Transmission, pager interrogatoire
- Chaque pagination de transmission est divisé en soixante cycles d'une minute dans la longueur.
- Chaque cycle est divisé en cinq séquences de douze secondes.
- Chaque sous-suite est divisée en seize lots, labellisé A à P.

### Pager interrogatoire
- La population des pagers est divisée en 16 groupes.
- Chaque pager est attribué à l'un des 16 lots de transmission [A..P].
- Le pager a seulement besoin d'être actif au cours de sa période de transmission qui lui a été alloués, lui permettant de passer en mode veille 15/16 (~=93%) le reste du temps (~7% du cycle). Cette allocation de temps prolonge la vie de la batterie du pager.

## Buts et développement
Au cours des années 1990, ERMES visait à atteindre le standard numérique dans toute l'Europe,,. Il était prévu que la Radiomessagerie des systèmes basés sur la norme ERMES serait en mesure de recevoir des messages texte transmis à partir d'ordinateurs personnels, permettant aux entreprises de communiquer avec leurs employés. Dans un deuxième temps, que les téléphones GSM recevrait les messages ERMES sur leur écrans.
ERMES a été le plus largement utilisé en France, où environ un million de pagers ont été en service en 1998. En 1998 également, un lobby a été mis en place, afin de faire pression pour l'adoption de cette norme Européenne.

## L'échec
ERMES n'a jamais réussi à se faire reconnaître comme le standard de Radiomessagerie,. Les coûts avaient été sous-estimés, et la norme ERMES était en concurrence avec la norme FLEX. Cette rivalité a été vu à l'époque comme dommageables pour le développement de la Radiomessagerie en Europe,. En fin de compte, toutes ces normes ont été largement remplacées par les SMS.
En 1999, il a été décidé que les bande de fréquences  169.4-169.8 MHz ne serait plus réservée à l'usage exclusif de ERMES et cette bande de fréquence plus tard a été réaffecté à des usages différents.
| 169,475 à 169,4875 MHz | Alarmes | Canaux 12,5 kHz - 500 mW Puissance Apparente Rayonnée (PAR) maxi |
| 169,5875 à 169,6 MHz   | Alarmes | Canaux 12,5 kHz - 500 mW Puissance Apparente Rayonnée (PAR) maxi |

## Réutilisation des fréquences
- Wize technology (en) : utilisation de ces fréquences par la Wize Alliance.
  - Réutilisation en 2005 par Suez pour les compteurs d'eau en Europe.
  - Réutilisation en 2012 par GRDF pour l'installation de 11 millions de compteurs de gaz (gazpar) entre 2016 et 2022.